# Sportunion Edelweiss Linz
Lo Sportunion Edelweiss Linz è una squadra di pallamano maschile austriaca con sede a Linz.

## Palmarès

### Trofei nazionali
- Campionato austriaco: 1
  - 1969-70.